# Пасмове Побужжя

Грядове́ Побу́жжя (інша назва — Пасмове Побужжя) — південно-західна частина Надбужанської котловини (частина Малого Полісся). Розташоване на північ та схід від Львова. Характеризується наявністю ряду підвищень у вигляді пологих гряд (пасом), які простягаються зі заходу на схід (більшість з них — паралельно одне до одного). Грядове Побужжя є відносно низинною областю, обмеженою досить урвистим уступом від Розточчя, Львівського плато і (частково) Львівського Опілля. Таких гряд виділяють сім і їхні назви пов'язані з назвами населених пунктів:
(з півночі на південь)
- Смереківська
- Куликівська (Дорошівська)
- Грядецька
- Малехівська (Дублянська)
- Винниківська
- Дмитровицька (Чижиківська)
- Звенигородська

Гряди чергуються з широкими долинами і поступово опускаються в їхній бік. Долинами протікають річки: Ременівка (Думний Потік), Капелівка, Полтва та інші (всі — притоки Західного Бугу).
Грядове Побужжя є цілком оригінальним природним ландшафтом лесового лісостепового типу із значною участю природних комплексів поліського типу (боліт і лук), які займають тут понад 30% загальної площі ландшафту. Лесові природні комплекси пов'язані з грядами, що простягаються із заходу на схід паралельними смугами. Їх ширина від 1 до 4 км, а довжина понад 10 км. Вони піднімаються над долинами на 25—30 м, вершини гряд плоскі, злегка хвилясті, іноді круто обриваються до річкових долин.
Абсолютні висоти гряд сягають 250—260 м, а відносні 20—30 м.
Багато дослідників роблять висновок про постгляціальну природу цих долин, коли талі льодовикові води преливалися через низькі місця у вододілі Розточчя до басейну Західного Бугу. Польський геолог Ян Новак пояснював прямолінійні обриси гряд причинами тектонічного характеру. У підошві гряд залягають верхньокрейдяні породи. Іноді вони відслонюються на поверхні гряд (Куликівска гряда, на північний схід від Куликова). Але, як правило, на розмитій поверхні маастрихтських мергелів залягають четвертинні суглинки і супіски, які подекуди мають потужність більше 10 м.
У широкій долині Полтви (в околицях с. Кам'янополя) виділяється ерозійних останець — невисокий горб, на схилах якого трапляються глиби верхньоміоценового літотамнієвого вапняку і пісковику. Височина Кам'янополя була свого часу з'єднана з г. Чотова Скеля і через неї з Львівським плато. Пізніше, під дією невпинної ерозії, вона була відділена й значною мірою зруйнована. Подібні процеси відбуваються і сьогодні з Чотовою Скелею.
На грядах Побужжя залягають нерівномірно шаруваті сірі (іноді до жовтих) піскуваті глини і супіски. Складені вони переважно тонкою псаміто-пелітовою фракцією з домішкою лусочок слюди. У цьому горизонті знайдені зуби й окремі кістки мамонта, а також рештки дрібних ссавців льодовикового періоду (Погулянка, Пасіки, Голоско, Знесіння, Вулька). Вгору за розрізом сірі піскуваті глини поступово переходять у жовтуваті, а в покрівельній частині вони втрачають шаруватість і набувають обрисів типового лесу.
Винниківська і Дмитровецька (Чижиківська) гряди розділені долиною р. Маруньки (притоки Полтви). Північна частина Винниківської гряди розміщена між Кривчицями (тепер у межах Львова) та Винниками. Її схили асиметричні: південний, місцями крутий, порізаний ярами і балками, спадає до р. Полтви. Чижиківська гряда, що розташована між долинами річок Маруньки і Гончарської, розмежована долинами Чижиківського і Коп'ятинського потічків. Північний схил Чижиківської пологий, а південний крутий. В основі цих гряд залягають верхньокрейдові породи, підняття поверхні яких переважно збігається з підняттям гряд. На крейдових мергелях лежать піщано-мулисті відклади і суглинки, потужністю в деяких місцях понад 10 м.
Поверхні гряд зайняті темно-сірими опідзоленими та чорноземами опідзоленими, дещо змитими ґрунтами, видолинки з чорноземно-лучними ґрунтами. Діброви, які були поширені на даних грядах в доагрокультурний період, майже цілком знищені, а на їхньому місці, як і на місці колишніх лучних степів, простягаються досить родючі орні землі. 
Гряди переважно покриті мішаними лісами, що складаються з таких деревних порід: бука, дуба, граба з домішкою клена, явора, ясена, липи, берези. На більш піднятих ділянках переважають бук та граб.
На Грядовому Побужжі поширені два типи місцевостей: 
- Місцевість слаборозчленованих лінійно-витягнутих гряд з сірими і темно-сірими опідзоленими легкосуглинковими слабозмитими ґрунтами, сформованими на лесах.
- Місцевість міжгрядових понижень з близьким заляганням ґрунтових вод з лучно-болотними, лучними і дерновими ґрунтами на алювіально-делювіальних відкладах під осоково-різнотравними луками.